# Hesjan obrzeżony
Hesjan obrzeżony – jest macierzą kwadratową złożoną z pochodnych cząstkowych, która używana jest do rozwiązywania problemu ekstremów warunkowych funkcji wielu zmiennych.
Pod względem technicznym jest to macierz Hessego poszerzona o dodatkowy wiersz i dodatkową kolumnę.

## Przypadek ogólny
Mamy daną funkcję: {\displaystyle f(x_{1},x_{2},\dots ,x_{n}).}
W celu znalezienia lokalnych ekstremów warunkowych możemy skorzystać z funkcji Lagrange’a:
Warunek przekształcamy do postaci
{\displaystyle g(x_{1},x_{2},\dots ,x_{n})=0.}
Następnie tworzymy funkcję
{\displaystyle L(x_{1},x_{2},\dots ,x_{n},\lambda )=f(x_{1},x_{2},\dots ,x_{n})+\lambda \cdot g(x_{1},x_{2},\dots ,x_{n}).}
Wtedy hesjan obrzeżony przyjmuje postać:
{\displaystyle {\begin{bmatrix}0&{\frac {\partial g}{\partial x_{1}}}&{\frac {\partial g}{\partial x_{2}}}&\cdots &{\frac {\partial g}{\partial x_{n}}}\\[1ex]{\frac {\partial g}{\partial x_{1}}}&{\frac {\partial ^{2}L}{\partial x_{1}^{2}}}&{\frac {\partial ^{2}L}{\partial x_{1}\partial x_{2}}}&\cdots &{\frac {\partial ^{2}L}{\partial x_{1}\partial x_{n}}}\\[1ex]{\frac {\partial g}{\partial x_{2}}}&{\frac {\partial ^{2}L}{\partial x_{2}\partial x_{1}}}&{\frac {\partial ^{2}L}{\partial x_{2}^{2}}}&\cdots &{\frac {\partial ^{2}L}{\partial x_{2}\partial x_{n}}}\\[1ex]\vdots &\vdots &\vdots &\ddots &\vdots \\[1ex]{\frac {\partial g}{\partial x_{n}}}&{\frac {\partial ^{2}L}{\partial x_{n}\partial x_{1}}}&{\frac {\partial ^{2}L}{\partial x_{n}\partial x_{2}}}&\cdots &{\frac {\partial ^{2}L}{\partial x_{n}^{2}}}\\[1ex]\end{bmatrix}}.}
Definiujemy
{\displaystyle H_{k}={\begin{vmatrix}0&{\frac {\partial g}{\partial x_{1}}}&{\frac {\partial g}{\partial x_{2}}}&\cdots &{\frac {\partial g}{\partial x_{k}}}\\[1ex]{\frac {\partial g}{\partial x_{1}}}&{\frac {\partial ^{2}L}{\partial x_{1}^{2}}}&{\frac {\partial ^{2}L}{\partial x_{1}\partial x_{2}}}&\cdots &{\frac {\partial ^{2}L}{\partial x_{1}\partial x_{k}}}\\[1ex]{\frac {\partial g}{\partial x_{2}}}&{\frac {\partial ^{2}L}{\partial x_{2}\partial x_{1}}}&{\frac {\partial ^{2}L}{\partial x_{2}^{2}}}&\cdots &{\frac {\partial ^{2}L}{\partial x_{2}\partial x_{k}}}\\[1ex]\vdots &\vdots &\vdots &\ddots &\vdots \\[1ex]{\frac {\partial g}{\partial x_{k}}}&{\frac {\partial ^{2}L}{\partial x_{k}\partial x_{1}}}&{\frac {\partial ^{2}L}{\partial x_{k}\partial x_{2}}}&\cdots &{\frac {\partial ^{2}L}{\partial x_{k}^{2}}}\\[1ex]\end{vmatrix}}}   dla {\displaystyle k=2,3,\dots ,n.}
Uwaga: {\displaystyle H_{k}} jest wyznacznikiem podmacierzy o rozmiarach {\displaystyle (k+1)\times (k+1).}
Wtedy, jeśli w danym punkcie {\displaystyle x_{0}=(x_{1},x_{2},\dots ,x_{n})} jest spełniony warunek konieczny istnienia ekstremum warunkowego {\displaystyle (\forall _{i=1,2,...,n}{\frac {\partial L}{\partial x_{i}}}=0\wedge {\frac {\partial L}{\partial \lambda }}=0),} prawdziwe są twierdzenia:
Jeśli {\displaystyle \forall _{k=2,3,\dots ,n}\quad H_{k}(x_{0};\lambda )<0,} to funkcja przyjmuje minimum warunkowe w punkcie {\displaystyle x_{0}.}
Jeśli {\displaystyle \forall _{k=2,3\dots ,n}\quad (-1)^{k+1}H_{k}(x_{0};\lambda )<0}, to funkcja przyjmuje maksimum warunkowe w punkcie {\displaystyle x_{0}.}

## Funkcja dwóch zmiennych
W przypadku funkcji dwóch zmiennych {\displaystyle f(x,y)} wystarczy obliczyć wartość jednego wyznacznika:
{\displaystyle H={\begin{vmatrix}0&{\frac {\partial g}{\partial x}}&{\frac {\partial g}{\partial y}}\\[1ex]{\frac {\partial g}{\partial x}}&{\frac {\partial ^{2}L}{\partial x^{2}}}&{\frac {\partial ^{2}L}{\partial x\partial y}}\\[1ex]{\frac {\partial g}{\partial y}}&{\frac {\partial ^{2}L}{\partial y\partial x}}&{\frac {\partial ^{2}L}{\partial y^{2}}}\\[1ex]\end{vmatrix}}.}
- Funkcja {\displaystyle f(x,y)} przyjmuje lokalne maksimum warunkowe w punkcie {\displaystyle (x_{0},y_{0}),} gdy {\displaystyle H(x_{0},y_{0};\lambda )>0.}
- Funkcja {\displaystyle f(x,y)} przyjmuje lokalne minimum warunkowe w punkcie {\displaystyle (x_{0},y_{0}),} gdy {\displaystyle H(x_{0},y_{0};\lambda )<0.}
- Sytuacja nie jest rozstrzygnięta, gdy {\displaystyle H(x_{0},y_{0};\lambda )=0.} Należy wtedy badać istnienie ekstremum innymi metodami.